# Ghatail Upazila
Ghatail Upazila är ett underdistrikt i Bangladesh. Det ligger i den centrala delen av landet, 100 km nordväst om huvudstaden Dhaka.
Trakten runt Ghatail Upazila består till största delen av jordbruksmark. Runt Ghatail Upazila är det tätbefolkat, med 982 invånare per kvadratkilometer.